# Emarosa (álbum)
| Críticas profissionais | Críticas profissionais |
| Avaliações da crítica  | Avaliações da crítica  |
| Fonte                  | Avaliação              |
| ---------------------- | ---------------------- |
| Alternative Press      | [ 1 ]                  |
| Mind Equals Blown      | favorável              |
| ReviewRinseRepeat      | [ 3 ]                  |
| Rock Sound             | [ 4 ]                  |

Emarosa é o segundo álbum de estúdio da banda Emarosa. Ele foi lançado em 29 de junho de 2010 pela Rise Records e foi produzido por Brian McTernan. Também é o último álbum com o vocalista Jonny Craig.

## Faixas
| N.º            | Título                                  | Duração |  |
| 1.             | "A Toast to the Future Kids!"           | 3:49    |  |
| 2.             | "Pretend.Relive.Regret"                 | 4:09    |  |
| 3.             | "Share the Sunshine Young Blood"        | 3:00    |  |
| 4.             | "Truth Hurts While Laying on Your Back" | 3:40    |  |
| 5.             | "Live It. Love It. Lust It"             | 3:52    |  |
| 6.             | "The Game Played Right"                 | 4:04    |  |
| 7.             | "Broken Vs. The Way We Were Born"       | 4:31    |  |
| 8.             | "I Still Feel Her, Pt. 4"               | 3:26    |  |
| 9.             | "The Weight of Love Blinds Eyes"        | 3:35    |  |
| 10.            | "We Are Life"                           | 4:00    |  |
| Duração total: | Duração total:                          | 38:06   |  |

## Créditos
Emarosa
- Jonny Craig - vocal, letras
- ER White - guitarra
- Jonas Ladekjaer - guitarra
- Will Sowers - baixo
- Lukas Koszewski - bateria
- Jordan Michael Stewart - teclados, programação

Produção
- Produzido e mixado por Brian McTernan
- Vocal engenhado por Kris Crummett, no Interlace Audio Recording Studios, em Portland, Oregon
- Masterizado por Kris Crummett e Paul Leavitt
- Adminstriação por Eric Rushing e Sean Heydorn (The Artery Foundation)
- Reservas por Jeremy Holgersen (The Agency Group)
- Direção da arte e design por Glenn Thomas (We Are Synapse)

## Gráficos
| Gráfico (2010)               | Posição maxíma |
| ---------------------------- | -------------- |
| Billboard 200                | 69             |
| Billboard Independent Albums | 9              |
| Billboard Rock Albums        | 17             |
| Billboard Alternative Albums | 10             |
| Billboard Internet Albums    | 11             |